# Muzeum Narodowe Rolnictwa i Przemysłu Rolno-Spożywczego

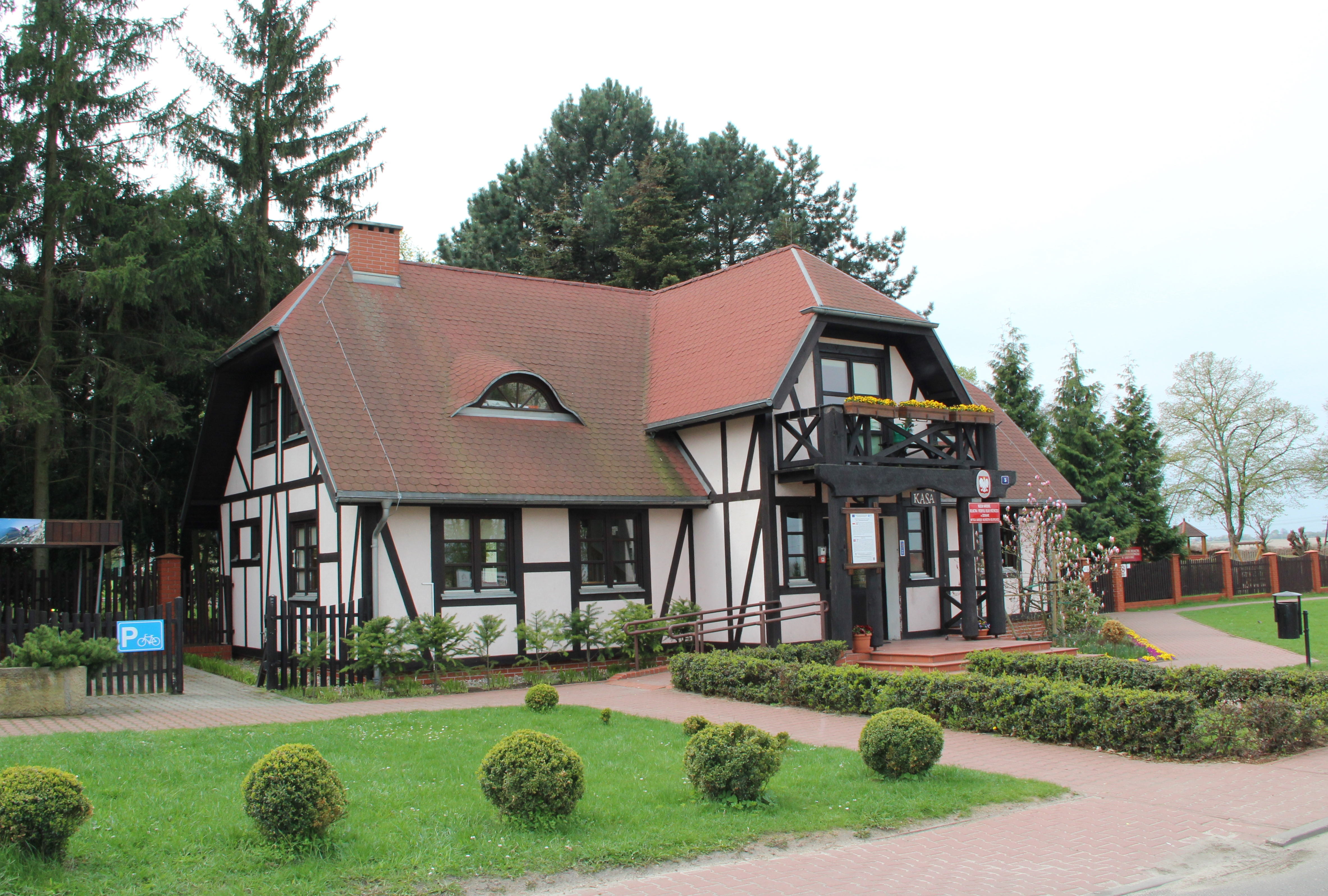
Eingangsgebäude zum Museumskomplex

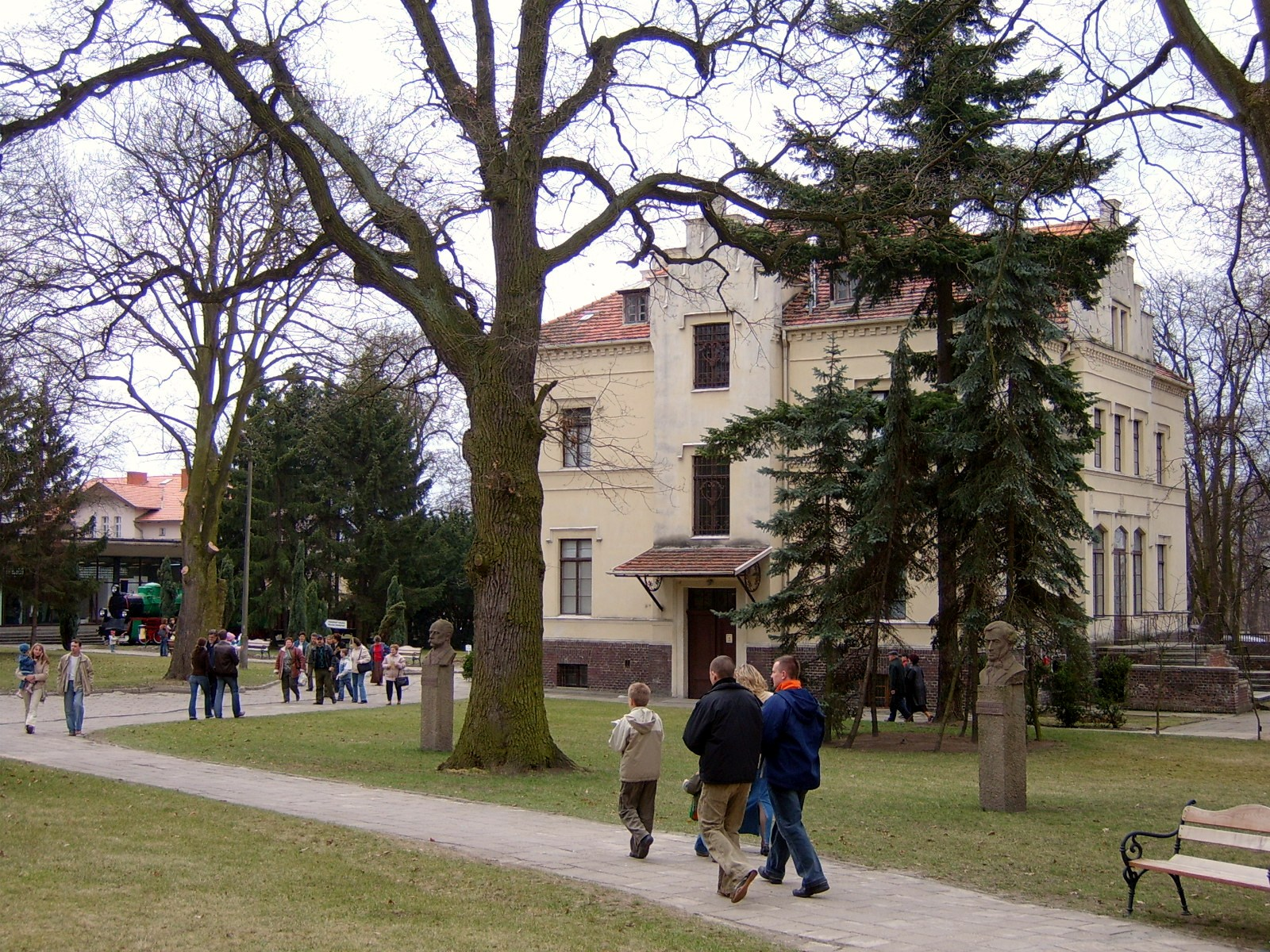
Ehemaliges Herrenhaus des Herrmann Bierbaum von 1853

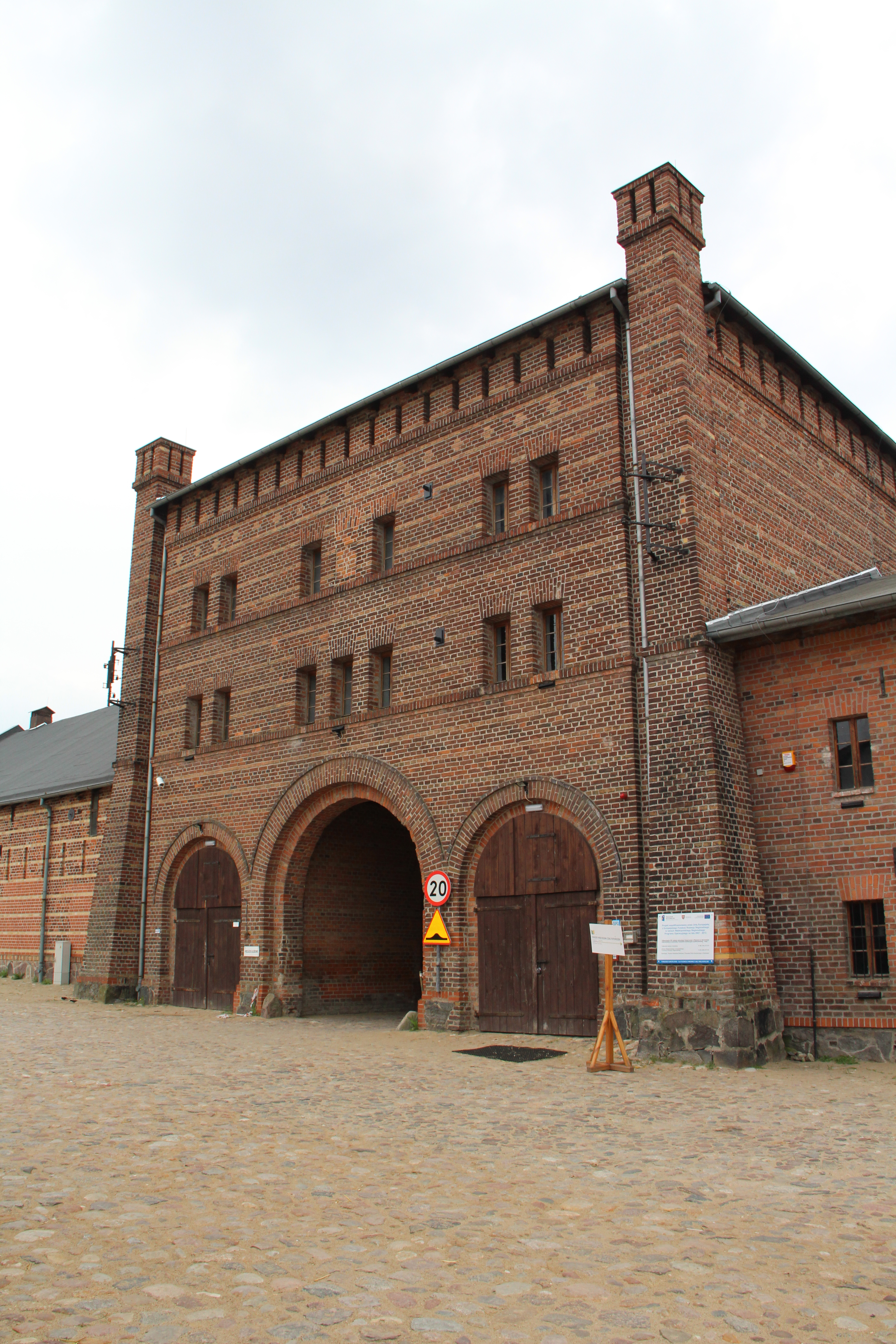
Wirtschaftshof

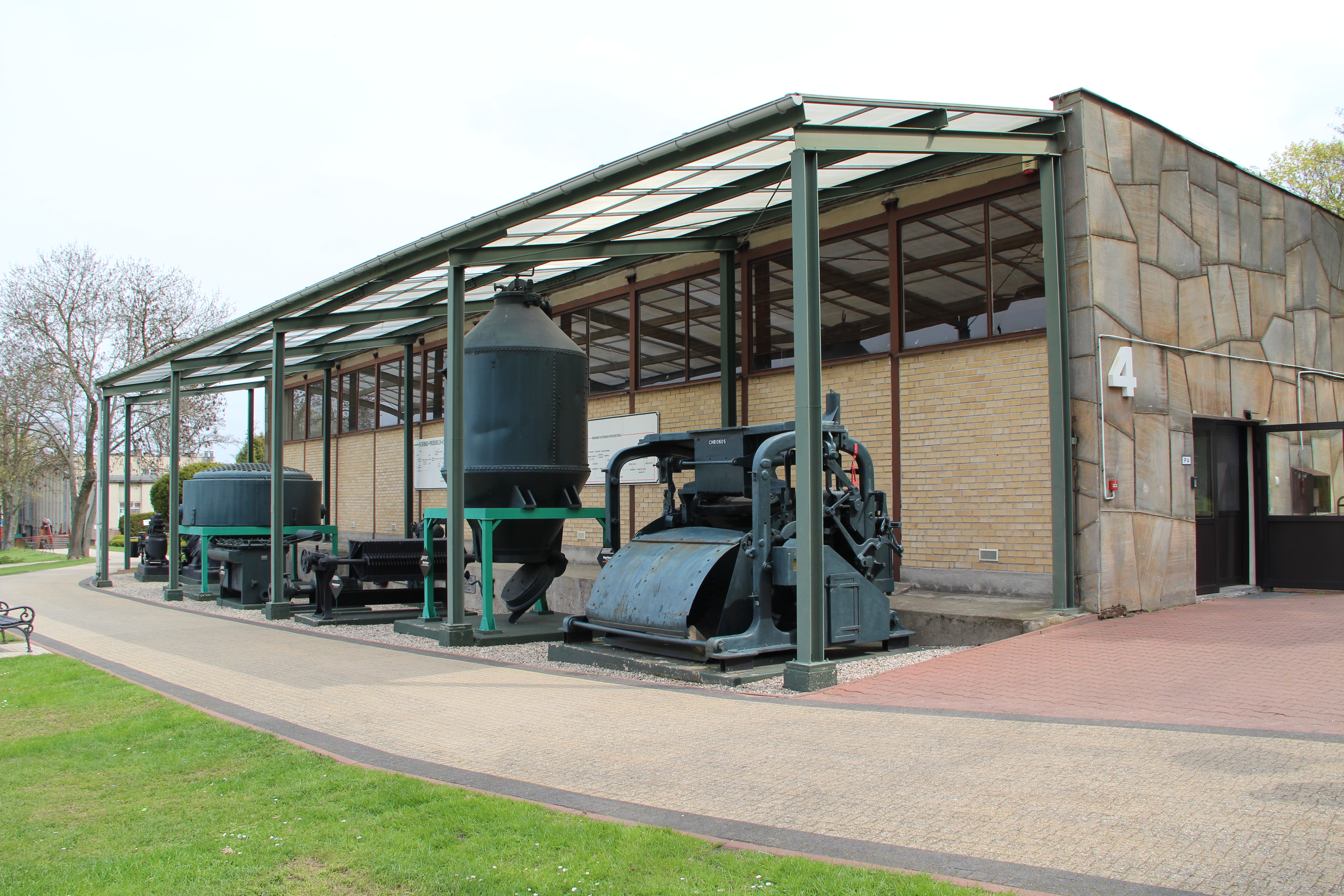
Außenbereich: Maschinen der industriellen Zuckerproduktion

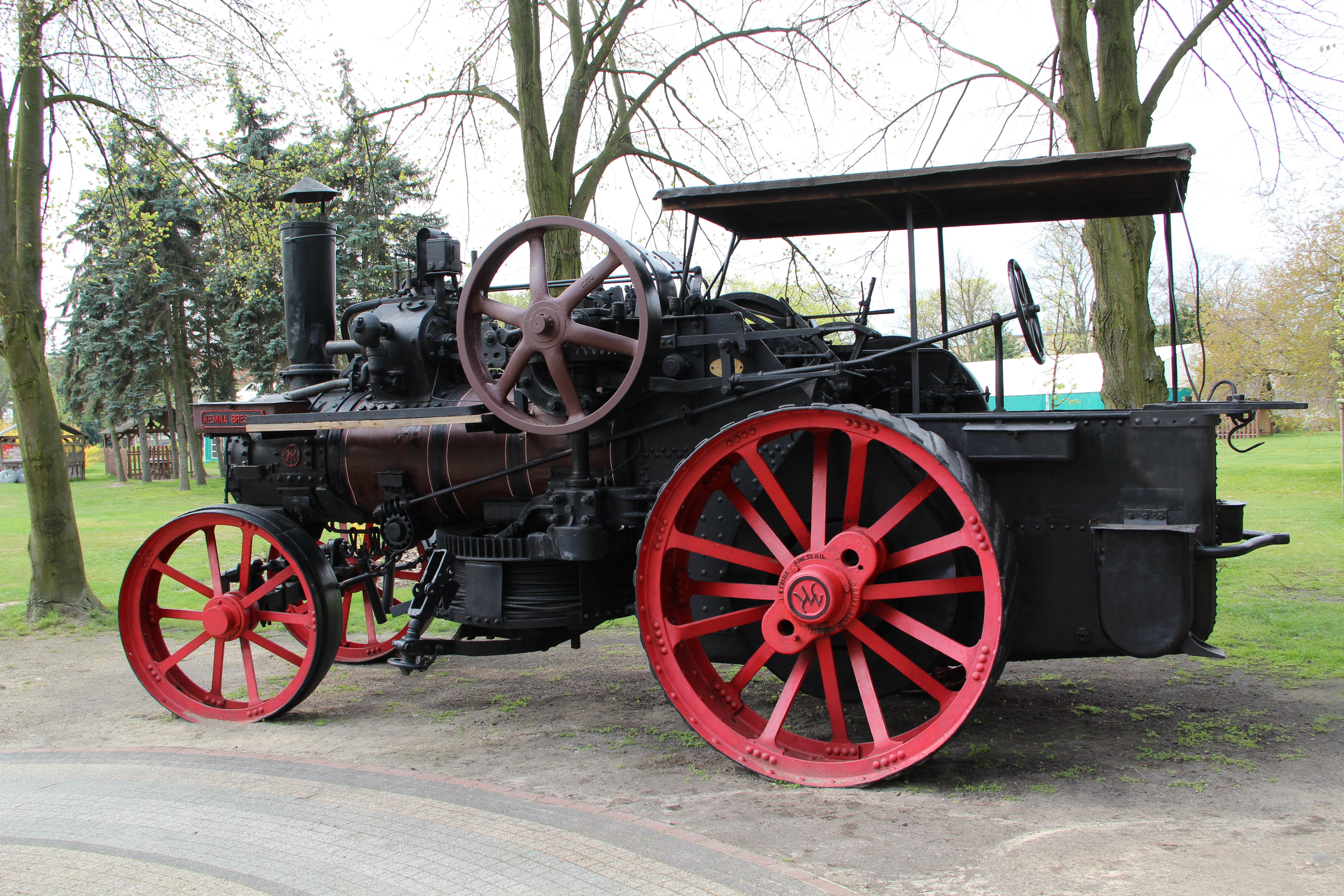
Außenbereich: Kemna-Lokomobil von 1927

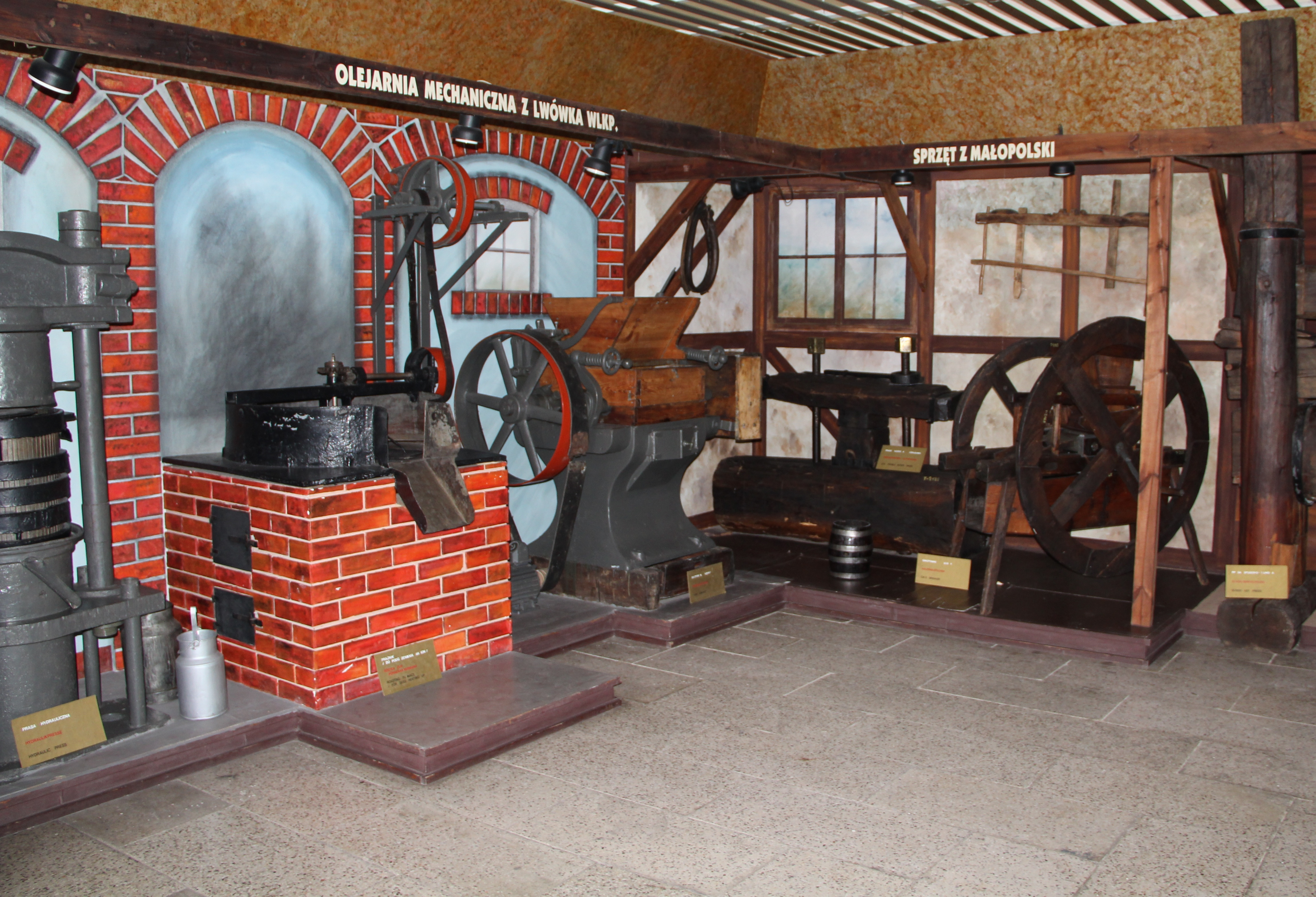
Innenausstellung: Ölpressen

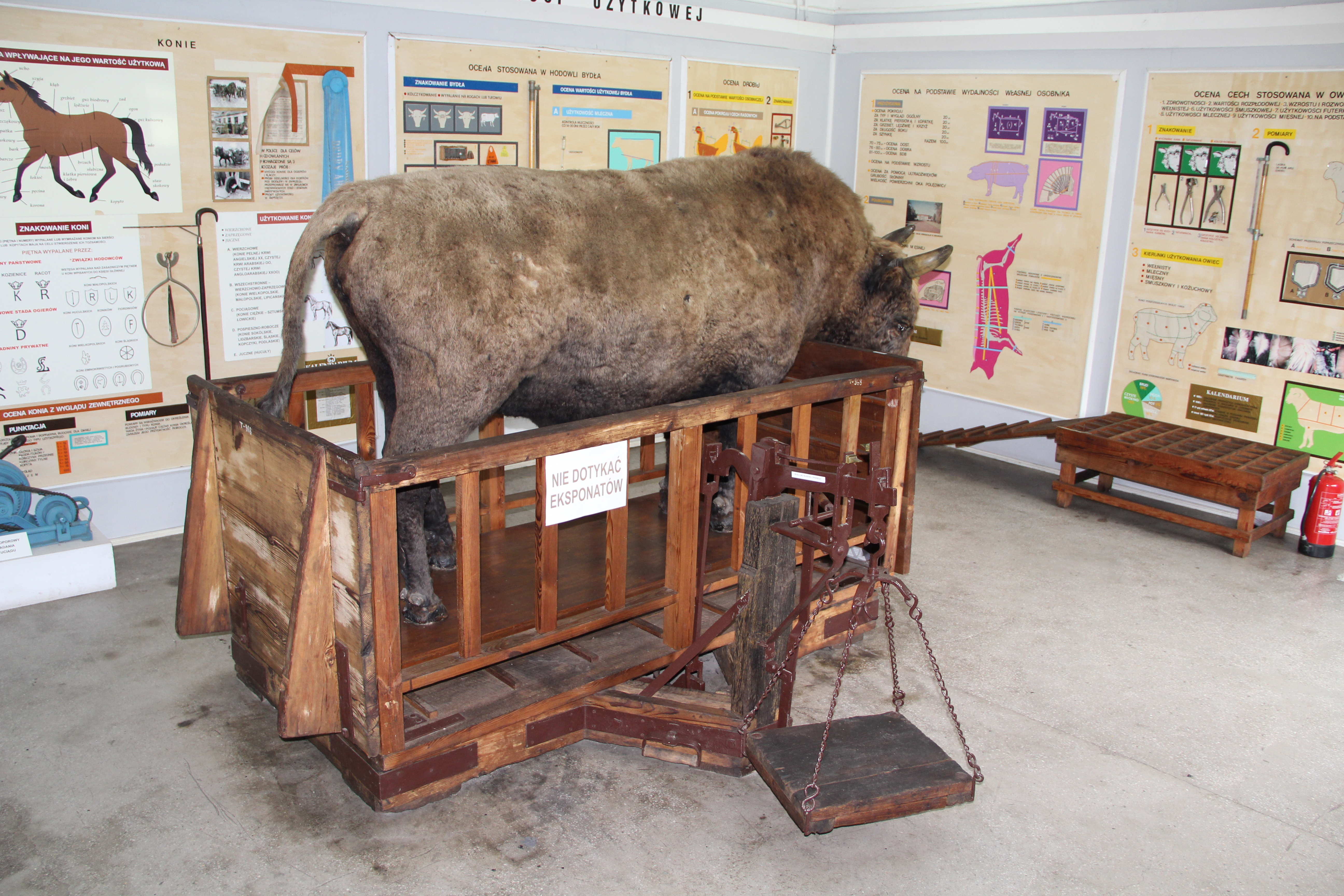
Innenausstellung: Veterinärmedizinische Abteilung

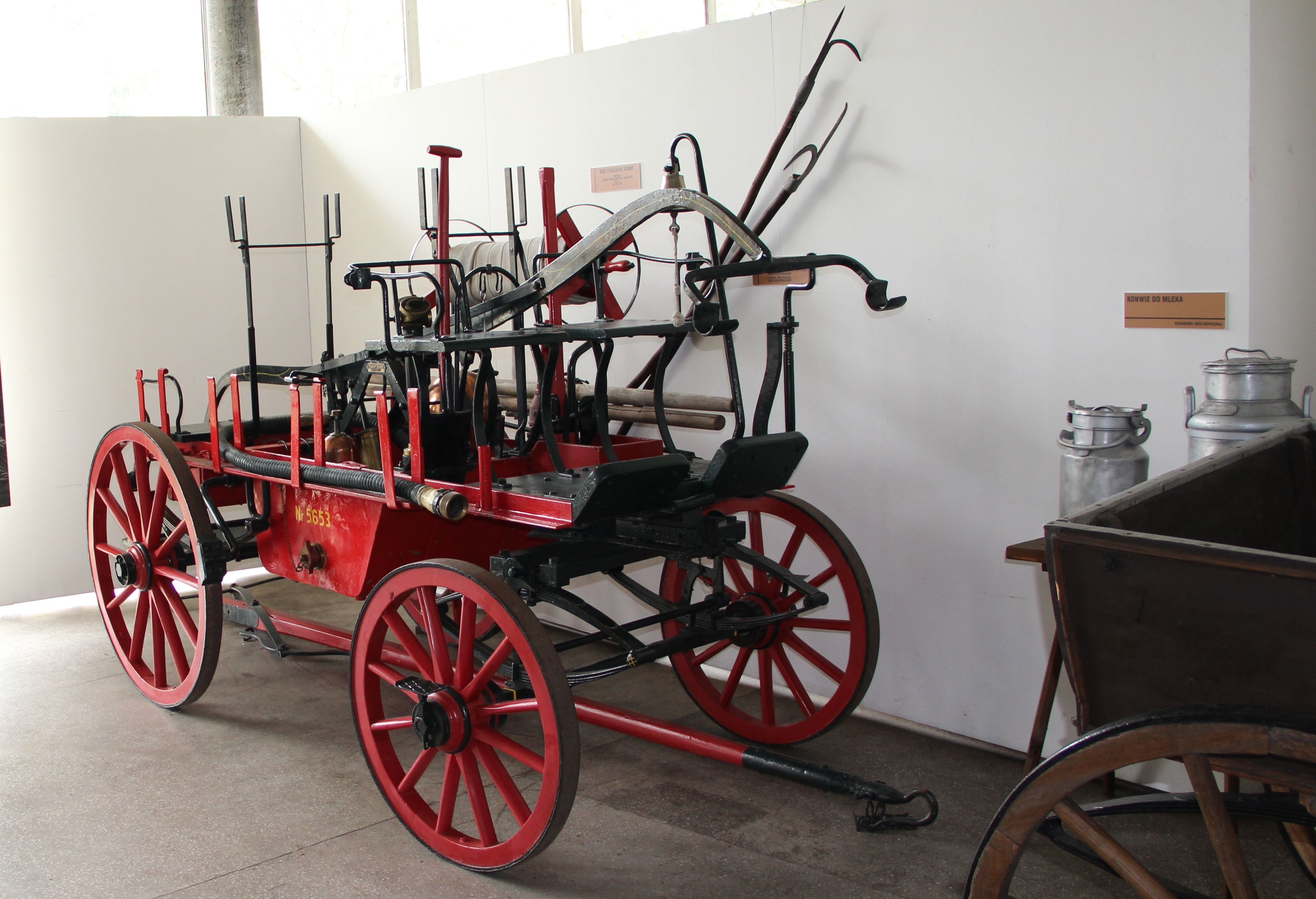
Innenausstellung: Feuerlöschwagen von Gustav Ewald aus dem Jahr 1921

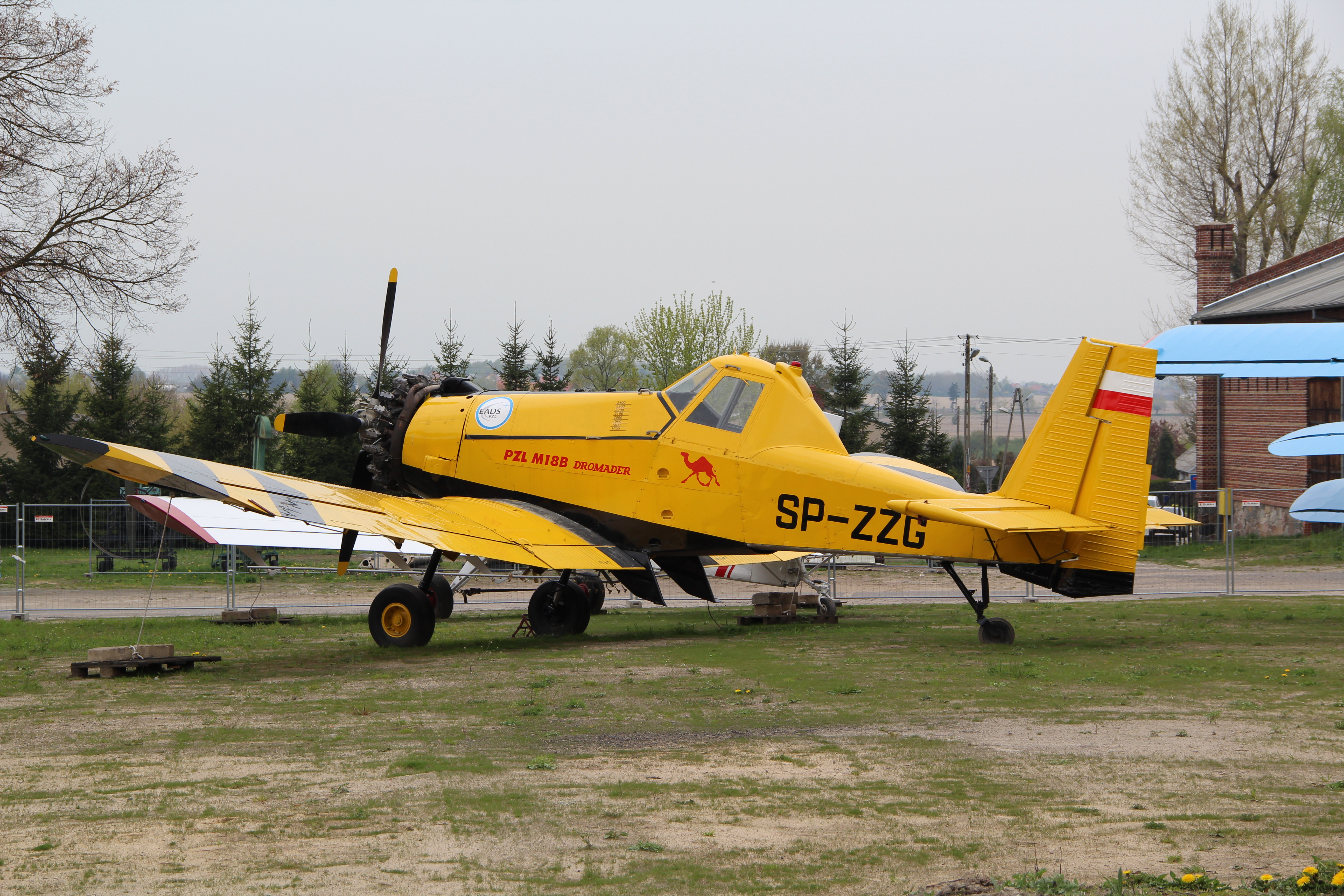
Agrarflugzeug PZL M18 Dromader

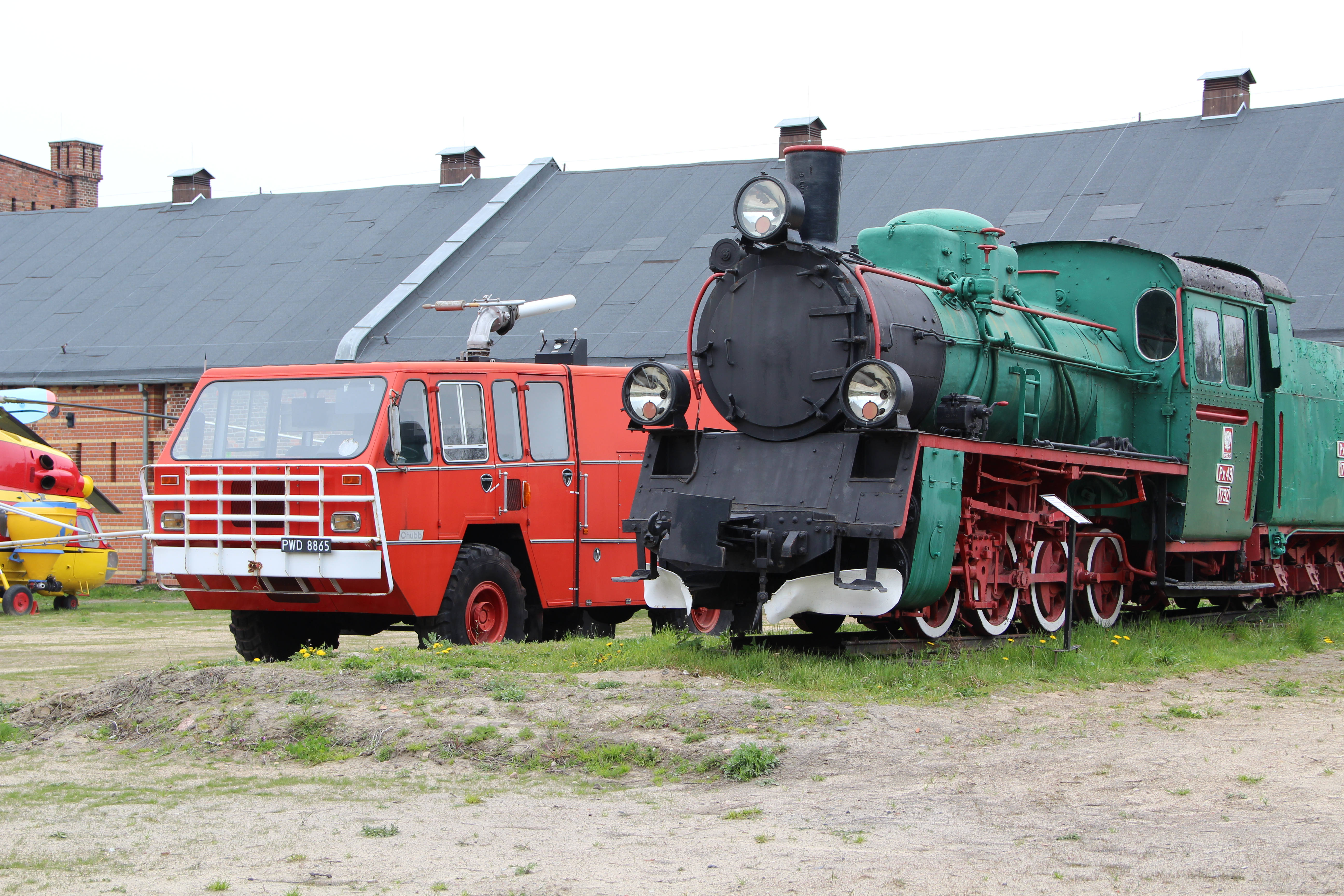
Diverse weitere Fahrzeuge im Außenbereich des Museums, hier eine 1949 gebaute DH-2 „Sawa“-Dampflokomotive (Fabryka Lokomotyw Chorzów)

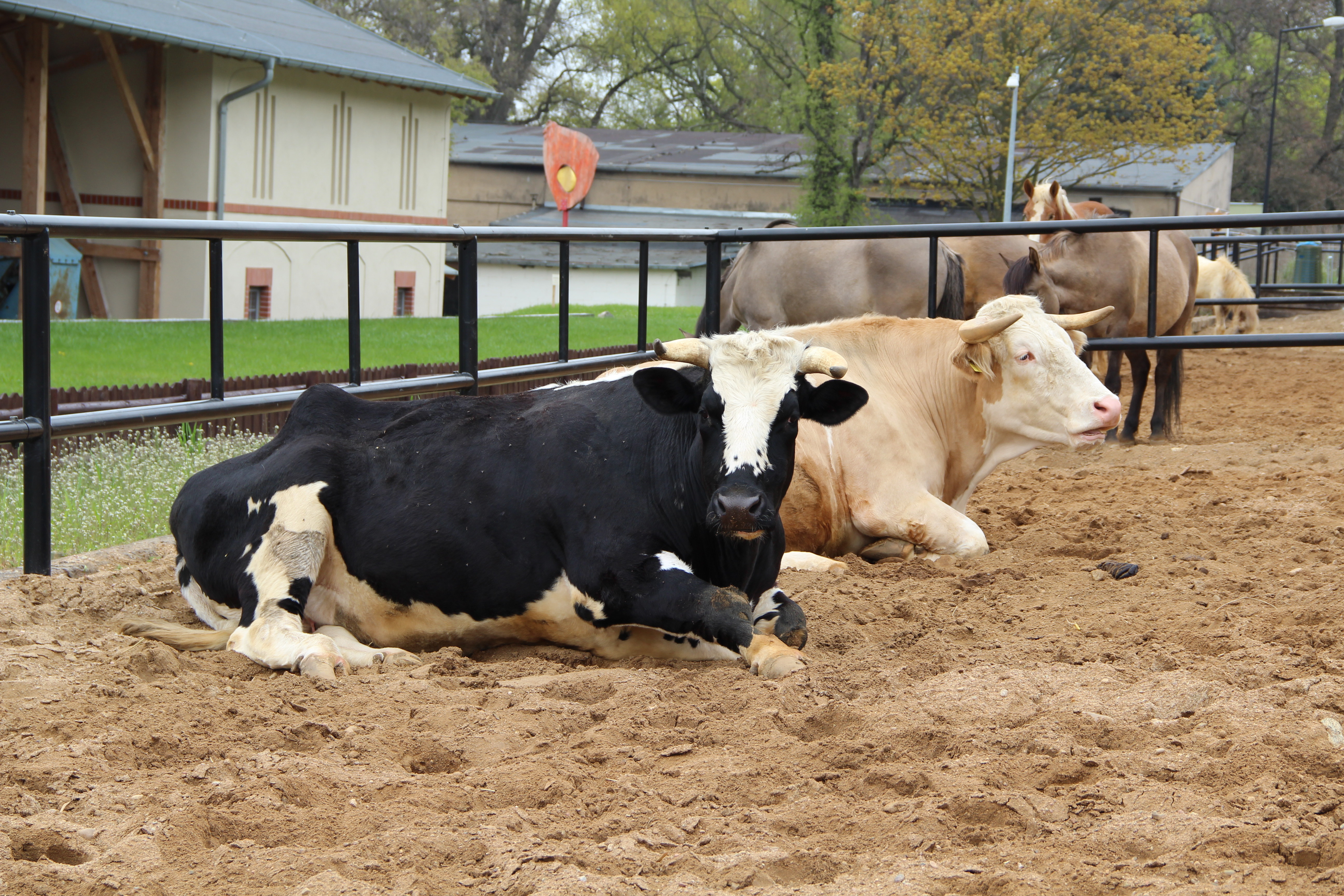
Bullen der Białogrzbieta-Rasse

Das Muzeum Narodowe Rolnictwa i Przemysłu Rolno-Spożywczego (deutsch: Nationalmuseum der Landwirtschaft und der Landwirtschaftslebensmittelindustrie) in Szreniawa ist Polens größtes Museum zu landwirtschaftlichen und lebensmittelindustriellen Themen. Es befindet sich in der Nähe der Stadt Posen, liegt am Rande des Wielkopolski-Nationalparks und wird seit 1975 als einziges agrarhistorisches Nationalmuseum Polens geführt. Die rund 120.000 Quadratmeter große Anlage (ohne eingegliederte Museen an anderer Stelle) gehört zu den größten Museen dieser Art in Europa.

## Geschichte
Das heutige Museum befindet sich auf dem Gelände des ehemaligen Gutshof eines landwirtschaftlichen Betriebes. Szreniawa war ursprünglich ein Besitz der Posener Bischöfe. Im Jahr 1848 (Provinz Posen) erwarb der deutsche Herrmann (manchmal auch als Leonhard bezeichnet) Bierbaum das Gut von der damaligen Eigentümerin, Antonina Potocka, und benannte es Marienberg.
Unter Bierbaum wurden ein stattliches Herrenhaus mit Park (siehe unten) sowie ein großzügiger Gutshof mit angeschlossenen Produktionseinheiten errichtet. Stallungen und Scheunen umgaben einen rund 700 Quadratmeter großen Wirtschaftshof. Die mit einer Durchfahrt versehenen Kornkammern wurden mit einer unverputzten, zweifarbigen Backsteinfassade errichtet. Die Durchfahrt mündet in einen weiteren Betriebshof, der unter anderem der hier stehenden Destillerie diente. Der gesamte Gutshof wurde am 27. Mai 1999 mit der Bezeichnung 9/Wlkp unter Denkmalschutz gestellt.
Nach dem Ersten Weltkrieg wurde der Besitz in Marzenin umbenannt. In Folge übernahm der Jurist Józef Glabisz (1880–1935) das Gut und bezog mit seiner Familie 1920 das von Bierbaum errichtete Herrenhaus. Im Jahr 1921 erfolgte die erneute Umbenennung der Ortschaft – in Szreniawa. Nach dem Tode von Glabisz übernahm dessen Sohn Władysław 1935 den Hof. Während des Zweiten Weltkrieges stand der Besitz unter deutscher Verwaltung (Wartheland) und wurde Maertensberg genannt. Nach Kriegsende wurde der Hof verstaatlicht und eine Hufschmiedeschule der polnischen Armee eingerichtet. In Folge wurde der Betrieb Teil des Kombinates der staatlichen landwirtschaftlichen Betriebe in Konarzewo.
Das landwirtschaftliche Museum eröffnete hier am 29. August 1964. Im Jahr 1975 wurde es in den Status eines Nationalmuseums erhoben. In Folge wurden fünf Spezialmuseen in der Umgegend unterstellt (siehe unten).
Heute ist die Anlage in Szreniawa das Zentralmuseum Polens auf dem Gebiet des Landwirtschaft und der Verarbeitung von Produkten der Agrarindustrie. Im Museum werden Exponate aus Großpolen sowie aus anderen Regionen Polens ausgestellt. Neben dem Sammeln und Erfassen von Exponaten sieht die Satzung des Museums auch die wissenschaftliche Bearbeitung und Konservierung der Sammlung vor. Das Museum veranstaltet Dauer- und Sonderausstellungen. Bei Veranstaltungen werden Besucher nicht nur zur landwirtschaftlichen Entwicklung in Polen, sondern auch zu damit verbundenen, historischen Themen wie dem Handwerk, der Kultur und dem dörflichen Zusammenleben informiert.

## Sammlungen
Das Museum verfügt in Szreniawa über rund 21.000 Exponate, die in Dauer- oder Sonderausstellungen gezeigt werden bzw. in Lagern aufbewahrt werden. Einige Dauerausstellungen sind im Außenbereich des Museums angelegt, dazu gehören stationäre Dampfmaschinen, Großmaschinen der Zuckerherstellung und landwirtschaftliche Großgeräte wie auch weitere Fahrzeuge. Die Innenausstellungen sind in historischen Gebäuden sowie in einigen in den vergangenen Jahrzehnten angelegten Pavillons – vor allem im ehemaligen Gutspark – untergebracht. Die Sammlungen zeigen ländliches Handwerk, Landwirtschaft und Agrarindustrie vom Mittelalter bis zum ausgehenden 20. Jahrhundert.
Eine große Gruppe der Exponate betreffen traditionelle landwirtschaftliche Werkzeuge aus den verschiedenen Regionen Polens. Dazu gehören Gabeln, Spaten, Rodegeräte, Rührpflüge, Harkenpflüge und andere Pflugarten. Besonderheiten unter den Ackergeräten sind ein Eisenpflug des Typus „Wrzesiński“ von etwa 1880, ein Schwingpflug aus dem Jahre 1870, ein Schraubenpflug aus der zweiten Hälfte des 19. Jahrhunderts sowie ein „Rekord“-Pflug des Posener Maschinenbauunternehmens H. Cegielski, der im Jahre 1914 von einer deutschen Landwirtschaftskammer preisgekrönt wurde.
Zum Museumsbesitz gehören drei historische Lokomobile von A. Heucke und Kemna aus den Jahren 1913 und 1927, die zum Pflügen verwandt wurden, sowie ein Pendelpflug. Selten sind eine fast hundertjährige Holzschubkarre für die Aussaat und eine Düngerdrillmaschine nach dem Garrett-System. Ein weiteres außergewöhnliches Exponat ist ein pferdegezogenes Garbenbindegerät der Firma Massey-Harris von 1895. Ein im Maßstab 1:1 gefertigtes Modell der McCormick-Dreschmaschine von 1831 wurde 1931 aus Anlass des hundertjährigen Jubiläums gebaut und befindet sich heute im Museumsbesitz.
Von den Fiat-Werken in Bielsko-Biała wurde eine bedeutende Sammlung an Sensen und Sicheln übernommen. Es handelt sich um Produkte der eingestellten „Starobielska“-Sensenfabrik (Starobielska Fabryka Kos) aus Wapienica zuzüglich Geräte ausländischer (vorwiegend österreichischer) Hersteller. Den Kern der Sammlung bilden Erntesensen und Spezialsensen zum Abschneiden von Gras und Flechtbinsen in Fischteichen. Ein Dokumentarfilm („Die letzte Sensenschmiede“) zur Sensenherstellung in der „Starobielska“-Fabrik wird ebenfalls angeboten.
Die Sammlung zum Thema Getreidedreschen ist umfangreich. Verschiedene Dreschmaschinen wie auch einige Mähdrescher von polnischen Herstellern (z. B. von Wacław Moritz aus Lublin, H. Cegielski aus Poznań und Unia – vormals August Ventzki – aus Grudziądz) wie ausländischen Maschinenbauern werden gezeigt. Im Museum befindet sich auch ein Exemplar des in Polen produzierten russischen Mähdreschers S-4 von 1958.
Die technische Entwicklung von Traktoren ist an verschiedenen Produkten der Ursus S.A. und der Heinrich Lanz AG dokumentiert. Weitere Traktoren amerikanischer, tschechischer und polnischer Herstellung (wie Zetor und Fordson) werden gezeigt. Auch alte Göpelwerke gehören zum Bestand.
Bemerkenswert sind die ausgestellten dampfgetriebenen landwirtschaftlichen Maschinen sowie die stationären Dampfmaschinen aus polnischer und deutscher Produktion, die z. B. in Brennereien eingesetzt wurden. Die älteste gezeigte Maschine dieser Art stammt von einer Brennerei aus Objezierze; sie wurde im Jahre 1868 von H. Cegielski in Posen angefertigt.
Auch Sammlungen zu Geräten und Maschinen aus den Bereichen Pflanzenpflege, Melioration, Düngung, Hackfrucht-Verarbeitung (manuell wie maschinell), Pflanzensortierung, Pflanzenreinigung und Pflanzenschutz sind umfangreich vertreten. Zu den gezeigten Exponaten gehören auch Pflanzenschutzflugzeuge der Typen PZL-101, PZL M18 Dromader, CSS-13 sowie PZL-106.

## Kunstwerke
Eine Sammlung von Kunstwerken umfasst Gemälde, Graphiken, Skulpturen und kunstgewerbliche Arbeiten. Die vertretenen Künstler wirkten vom 18. bis zum 20. Jahrhundert. Thematisch wird das Landleben behandelt. Die ältesten Werke stammen von Künstlern wie Aleksander Orłowski, Johann Elias Ridinger oder Wojciech Gerson. Weitere Werke wurden von Jan Stanisławski, Julian Fałat, Bronisław Olszewski, Wincenty Wodzinowski, Kazimierz Sichulski, Zofia Stryjeńska, Leon Wyczółkowski, Józef Chełmonski, Jan Szancenbach, Alfred Lenica oder Maria Dawska geschaffen.

## Bibliothek
Zum Museumsbestand gehört außerdem eine umfangreiche Fachbibliothek sowie ein Forschungsarchiv. Die rund 33.000 vorgehaltenen Werke betreffen vorwiegend Landwirtschafts- und Wirtschaftsgeschichte, Viehzucht und -haltung, Lebensmitteltechnologie, Ethnographie und Kunst. Bedeutend ist die Sammlung von Wiegendrucken aus dem 16. bis 18. Jahrhundert. Das Forschungsarchivs enthält unter anderem handschriftliche Akten und maschinengeschriebene Manuskripte aus dem 17. bis 20. Jahrhundert. Dazu gehören Dokumente über Kauf und Verkauf von Grundstücken, notarielle und gerichtliche Urkunden, Diplome und Zeugnisse sowie historische Dorfkarten und Güterpläne. Weiterhin werden Sammlungen von Fotos, Dias, Filme sowie Postkarten vorgehalten.

## Herrenhaus
Das als Schloss bezeichnete Herrenhaus des Gutes wurde in den 1850er Jahren von dem Berliner Architekten Carl Heinrich Eduard Knoblauch (1801–1865) für den deutschen Besitzer des damaligen Hofes „Marienberg“, Herrmann Bierbaum, erbaut. Das in einem Park liegende, dreigeschossige Gebäude im eklektizistischen Stil verfügt über Eingänge von Norden, Osten und Süden. Das auf einem quadratischen Grundriss stehende Herrenhaus mit Walmdach verfügt über giebelgekrönte Mittelrisalite an den Eingangsseiten. Die Giebel verfügen über eine Treppenfassade.
Nach Besitzerwechseln wird das unter Denkmalschutz stehende Gebäude seit 1964 als Museum genutzt; 1977 ging es in das Eigentum des Nationalmuseums über. Nach einer Komplettsanierung im Jahr 2010 befindet sich heute im Herrenhaus eine Ausstellung zum Leben auf einem großpolnischen Gutshof im 20. Jahrhundert. Zimmer wurden mit Möbeln verschiedener Epochen eingerichtet. Einige Andenken an die Familie Glabisz werden ebenfalls präsentiert (Urkunden, Fotos, Haushaltsgegenstände).
Der Park mit einer Größe von 5,6 Hektar ist mit Platanen bestanden und enthält heute eine Sammlung von Kupfer- und Steinbüsten von Persönlichkeiten der Landwirtschaftsgeschichte und der Bauernbewegung. Im Park befinden sich ebenfalls Pavillons mit den Museumssammlungen sowie eine Bienenstocksammlung.
Etwa 600 Meter ostwärts des Herrenhauses liegt – bereits im Nationalpark – der Bierbaum-Turm, der um 1860 errichtet wurde und heute als Aussichtsturm sowie Ausstellungsraum zur Entwicklung der Region genutzt wird.

## Weitere Abteilungen
Neben dem Zentralmuseum in Szreniawa werden von hier aus fünf in der Nähe gelegene Spezialmuseen zu land- und forstwirtschaftlichen Themen geführt:
- Muzeum Przyrodniczo-Łowieckie (Umwelt- und Jagdmuseum) in Uzarzewo (seit 1977)
- Muzeum Młynarstwa i Wodnych Urządzeń Przemysłu Wiejskiego (Museum der Müllerei und der Wassergeräte in der Landwirtschaft) in Jaracz (seit 1981)
- Muzeum Wikliniarstwa i Chmielarstwa (Museum der Korbmacherei und des Hopfenanbaus) in Nowy Tomyśl (seit 1985)
- Skansen i Muzeum Pszczelarstwa (Freilichtmuseum und Museum der Imkerei) in Swarzędz (seit 1999)
- Muzeum Gospodarki Mięsnej (Museum der Fleischwirtschaft) in Sielinko (seit 2004)